# ヤマトグループ

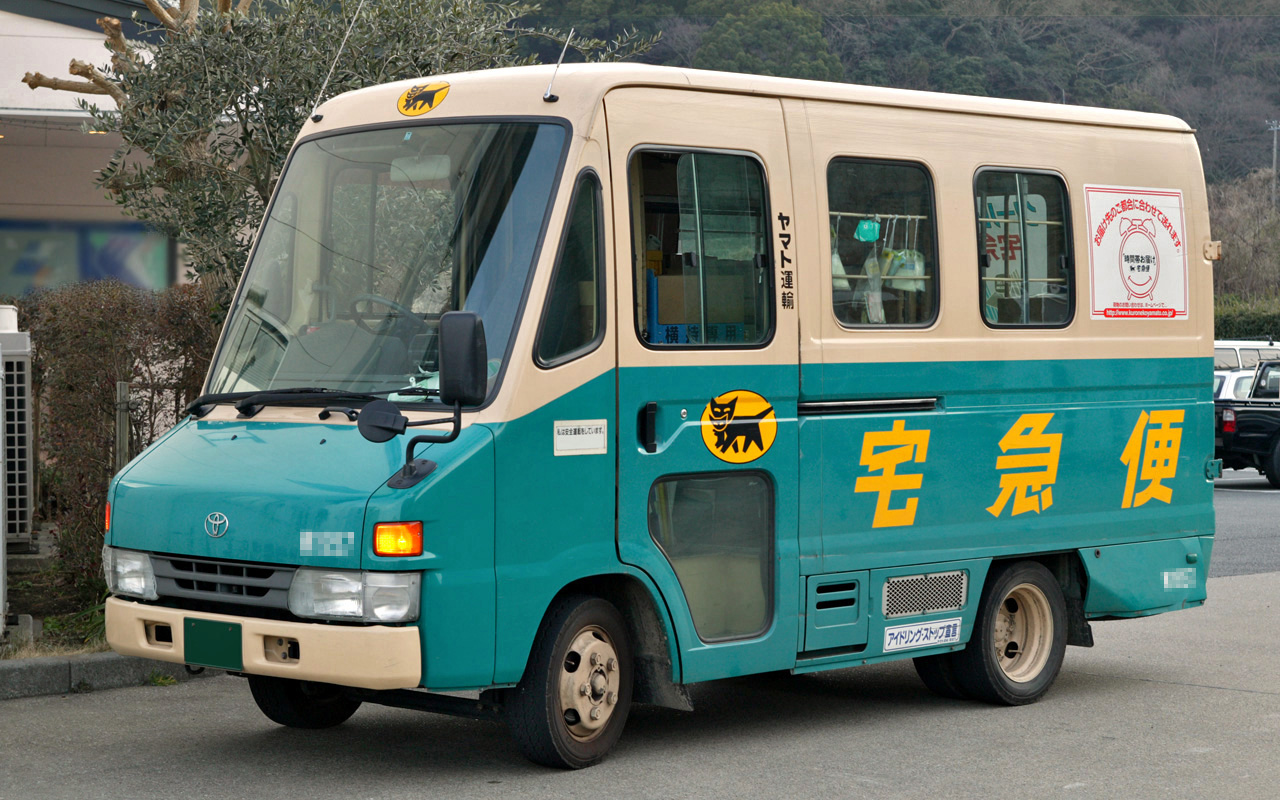
ヤマト運輸のトラック

ヤマトグループは、宅配便大手のヤマト運輸を中核とする企業グループ。2013年1月1日現在、4つの事業分野に分かれており、持株会社及び関連会社を除く全45社及び1公益団体で構成される。
ヤマト運輸の社章はアルファベットYをモチーフにしたものであり、準社章としてはグループ主力ブランドである宅急便にも使われている親子の黒猫マークがある。またグループとしてはネコマーク（一部独自のロゴを使っているところもある）とともに社名やヤマトグループと書かれている。

## 概要
もともとは、宅急便などを展開していた「ヤマト運輸」とその子会社を中心としたヤマトグループであった。その後、持株会社へ移行して、現在はヤマトホールディングス傘下の各企業がグループ会社として名を連ねている。グループ各社は基本的にヤマト運輸本体が行っていた事業の分社化という経緯で設立された企業が多いため、親会社のサポート企業としての面が強い。
しかし近年は宅急便やヤマト運輸に依存しない企業も増えてきている。

## ヤマトグループ企業一覧

### 持株会社
- ヤマトホールディングス

### 中枢企業
- ヤマト運輸

### リテール事業
- ヤマトコンタクトサービス
  - テレマーケティングサービス事業（グループ社内起業家支援制度事業化第１号）

### 法人事業
- 沖縄ヤマト運輸
  - ヤマト運輸の沖縄地域会社
- ヤマトダイアログ＆メディア
  - ダイレクトマーケティング事業
- 神戸ヤマト運輸
  - 運輸は港関係の事業を主とする全国幹線輸送
- ヤマトマルチチャーター
  - 企業向け貨物輸送サービス事業
- 湖南工業

#### 海外の事業関連団体[3]
- YAMATO TRANSPORT U.S.A., INC.（米国ヤマト運輸株式会社）
- YAMATO TRANSPORT MEXICO S.A.DE C.V.（メキシコヤマト運輸株式会社）
- YAMATO TRANSPORT EUROPE B.V.（欧州ヤマト運輸株式会社）
- YAMATO INTERNATIONAL LOGISTICS CO., LTD.（ヤマト国際物流株式会社）
- GUANGXI OVERLAND TOTAL LOGISTICS CO., LTD.
- SHENZHEN OVERLAND SUPPLY CHAIN MANAGEMENT CO., LTD.
- SHENZHEN SHUN ZHI TONG INTERNATIONAL LOGISTICS CO., LTD
- YAMATO LOGISTICS (HONG KONG) LIMITED（香港ヤマト運輸株式会社）
- TAIWAN YAMATO INTERNATIONAL LOGISTICS INC.（台湾ヤマト運輸株式会社）
- YAMATO TRANSPORT (S) PTE. LTD.（シンガポールヤマト運輸株式会社）
- YAMATO TRANSPORT (M) SDN. BHD.（マレーシアヤマト運輸株式会社）
- OTL ASIA SDN.BHD.
- OVERLAND TOTAL LOGISTIC SERVICES (M) SDN.BHD.
- YAMATO UNYU (THAILAND) CO., LTD.（タイヤマト運輸株式会社）
- OVERLAND TOTAL LOGISTICS (THAILAND) CO., LTD.
- YAMATO LOGISTICS VIETNAM COMPANY LIMITED（ヤマトロジスティクスベトナム有限会社）
- YAMATO 365 EXPRESS COMPANY LIMITED.（ヤマト365エキスプレス有限会社）
- OVERLAND TOTAL LOGISTICS SERVICES VIETNAM JOINT STOCK COMPANY
- PT. YAMATO INDONESIA（インドネシアヤマト株式会社）
- PT. YAMATO INDONESIA FORWARDING（インドネシアヤマト・フォワーディング株式会社）
- YAMATO LOGISTICS INDIA PVT. LTD.（ヤマトロジスティクスインド株式会社）
- YAMATO GLOBAL LOGISTICS MYANMAR CO., LTD.（ヤマトグローバルロジスティクスミャンマー株式会社）

### 機能
- ヤマトボックスチャーター
  - 企業向け貨物輸送サービス事業、全国幹線輸送
- ヤマトシステム開発
  - ネットワーク業務、WEBサイトの構築、運用、保守業務 及び人材派遣事業等
- ヤマトクレジットファイナンス
  - クレジットファイナンス事業

### その他事業
- ヤマトオートワークス
  - 旧ヤマト運輸車両課。主にヤマト運輸で使用している自動車の点検整備、また社員用・OB/OG向け各種保険も取り扱う
- ヤマトオートワークス岩手
- ヤマトオートワークス北信越
- ヤマトオートワークス四国
- ヤマトオートワークス沖縄
- ヤマト・スタッフ・サプライ
  - 運転適正診断やフォークリフト免許、スタッフ派遣などの事業を展開
- エキスプレスネットワーク
  - 共同輸配送のプラットフォーマー
- ボックスチャーター
  - JITボックスチャーターのフランチャイズ事業展開
- Packcity Japan
  - フランス・ネオポスト社との合弁、宅配ボックス「PUDOステーション」の運営
- スワン
  - 障害者雇用と自立支援を目的としたパン製造販売、カフェレストラン運営、食料品・雑貨等の販売、加盟店への店舗運営支援ほか

### 関連団体
- 公益財団法人ヤマト福祉財団
  - 心身に障がいのある人々の自立を支援するための活動
- 社会福祉法人ヤマト自立センター
  - 障害福祉サービスの実施
- 一般社団法人ヤマトグループ総合研究所
  - 物流に関わる調査・研究
- ヤマトグループ企業年金基金
  - 企業年金に関する業務全般
- ヤマトグループ健康保険組合
  - 健康保険業務全般・保健事業

## ヤマトグループ外の関係会社
- ヤマトホームコンビニエンス
  - 旧ヤマト運輸引越事業部と物販事業を手がけていたヤマトホームサービスを合併して分社化。引越し事業及び物販事業、ムービングより事業譲渡された家具設置事業を行っている。2025年1月1日にアート引越センターの完全子会社となりアートセッティングデリバリー株式会社に社名変更。
- 統一速達（中国語版）
  - 台湾にて宅急便のフランチャイズ事業を展開。

## 過去の関係会社

### ヤマトグループを離脱した会社
- ブックサービス
- ドリームクリエイト
- UPS宅急便
  - UPSとの合弁解消。現在はUPSの日本法人である。
- 四国高速運輸
  - 2003年4月1日にヤマト運輸に吸収合併されて消滅。現法人とは別。

## テレビ番組
- 日経スペシャル ガイアの夜明け 金儲けで福祉を変えろ！（2004年8月24日、テレビ東京）[4]。- ヤマト福祉財団・スワンベーカリーを取材。